# Enrique de Cardona y Enríquez
Pour les articles homonymes, voir Cardona (homonymie).
Pour les autres membres de la famille, voir Famille Folch de Cardona.
Enrique de Cardona y Enríquez (né à Urgell en 1485 et mort à Veroli le 7 février 1530) est un cardinal espagnol du XVIe siècle.

## Repères biographiques
Enrique Cardona est élu évêque de Barcelone en 1505. En 1512, il est promu à l'archidiocèse de Monreale en Sicile. Il est nommé préfet de Castello Sant'Angelo à Rome en 1522. En 1523 il est commissaire et juge dans le cas de cardinal Francesco Soderini et en 1526 président de Sicile.
Le pape Clément VII le crée cardinal lors du consistoire du 21 novembre 1527.